# Juab County
Juab County är ett administrativt område i delstaten Utah, USA.  År 2010 hade countyt 10 246 invånare. Den administrativa huvudorten (county seat) är Nephi. 

## Geografi
Enligt United States Census Bureau har countyt en total area på 8 822 km². 8 784 km² av den arean är land och 38 km² är vatten.

### Angränsande countyn
- Tooele County, Utah - nord
- Utah County, Utah - nord
- Millard County, Utah - syd
- Sanpete County, Utah - öst
- White Pine County, Nevada - väst

### Städer och samhällen
- Eureka
- Levan
- Mona
- Nephi
- Rocky Ridge